# 高坂保奈美
高坂 保奈美（たかさか ほなみ、1974年11月24日 - ）は、日本のAV女優。東京都出身。2010年以降は、カプセルエージェンシー所属の澤村レイコ名義で活動。

## 略歴
2008年、HYプロダクション所属の熟女AV女優としてデビュー。2009年8月29日の公式ブログ（引退後に閉鎖）にて、翌9月をもって引退することを発表。
2010年、澤村レイコとしてAVに復帰。2017年2月の撮影をもって引退したことを発表。
2018年5月13日発売『1年と2ヶ月禁欲を続けた澤村レイコを焦らして寸止めを繰り返し熟女と野獣の本能を甦らせた後の連続イカせオーガズム性交』（溜池ゴロー）にて1年2ヶ月ぶりにAVへ復帰。

## 作品

### アダルトビデオ

#### 高坂保奈美 名義
- 人妻大衆ソープ 8 〜中出し編〜（1月8日、ビーワン）
- ハメをはずした人妻たち 05（2月15日、ゴーゴーズ）
- 義姉さん、昼間からよばいです 2（12月23日、クリスタル映像）
- 人妻ストッキング膣内射精（3月7日、I.B.WORKS）
- 月刊 初脱ぎ熟女 2008 3月号（3月14日、クリスタル映像）
- 素人マダムズ [LEVEL A] 其の三十六（3月18日、アリスJAPAN）
- 「金曜日の仕事帰りホロ酔い美淑女の尻に勃起チ○ポを擦りつけたらヤられるか？」（3月20日、DANDY）
- 美熟女悩殺Body（3月22日、クリスタル映像）
- 人妻フェチ パンストのまましちゃいました!（3月25日、フラットコーポレーション）
- 名門私学入学に纏わるお受験ママのHな裏取引 2（3月25日、レッド）オムニバス作品
- 人妻デリバリー 11（4月12日、クリスタル映像）
- 素人妻ナンパ生中出し4時間セレブDX 5（4月16日、ロータス）
- W痴漢中毒 〜痴漢でしかイケなくなった絢爛美女の犯され願望〜（4月17日、WOMAN）
- LOTION（4月30日、フォーエバー）
- 世田谷の妻たち 12（5月1日、ジュエル） ※「青山奈津子」名義
- いい乳♥夢気分 2（5月8日、V&Rプロダクツ）
- 子供をタレントにしたい母親たちのHな裏取引 2（5月13日、カルマ）オムニバス作品
- 妖艶熟女 九変化（5月16日、Nadeshiko）
- 近親レズ 2 義母を犯す娘（5月19日、スタイルアート）
- 美人妻厳選 回春エステサロン盗撮（5月23日、映天）
- 人妻温泉 癒し系 22（5月24日、クリスタル映像）
- レズレイプ 4 〜女子校生ガ熟女ヲ犯ス〜（5月25日、ジャネス）
- PANTYHOSE 2（5月29日、ティファ・コーポレーション）オムニバス作品
- 隣のお姉さん（5月30日、LEO）
- 美熟女ディルド騎乗オナニー（6月6日、映天）
- 美熟女ナンパ 僕のセンズリ見てください!! 3（6月6日、映天）オムニバス作品
- 濃厚接吻マン舐め地獄 1（6月19日、スタイルアート）
- 美熟女たちのセンズリ鑑賞 其の参（6月20日、OFFICE K'S）
- 人妻のこすりつけオナニー（6月20日、OFFICE K'S）
- 世●谷区高級スーパーマーケット流出 万引きセレブ若妻全裸謝罪（6月20日、映天）オムニバス作品
- 不倫妻 保奈美（34）中出しされました（6月23日、チャンネルヴィ）
- 放尿 女子トイレ 5（6月26日、ティファ・コーポレーション）
- 下着試着室 人妻編（6月26日、ティファ・コーポレーション）
- 汐留 ビデオBOXオナニー盗撮 人妻編（6月26日、ティファ・コーポレーション）
- 34歳、再就職。（7月3日、タカラ映像）
- イラマチオが感じる変態女達（7月4日、虎堂）
- 義理のお母さん（7月7日、マドンナ）
- 人妻飛潮美脚 第一章（7月10日、リアルエレメント） ※「高坂奈緒美」名義
- 素人ナンパ 中出し人妻編 6（7月12日、隼エージェンシー）
- 続 友達の母親（7月17日、センタービレッジ）
- 近親相姦 継母の尻（7月18日、Nadeshiko）
- 前から気になるご近所妻と性奴隷契約（7月20日、ネクストイレブン）
- レッド突撃隊 増刊号!! 女子トイレ突撃訪問!! 2（7月25日、レッド）
- 美脚中出し婦人 其ノ一（8月1日、豊彦企画） ※「高坂ますみ」名義
- 兄嫁奴隷 〜悦びを覚えた身体〜（8月2日、タカラ映像）
- 美脚 女教師生徒指導（8月5日、フリーダム）
- 美人女教師 説教指導 手淫（8月5日、フリーダム）
- 美人女教師 体罰指導（8月5日、フリーダム）
- すけべぇ義父の嫁いぢり 27 義父の企みにまんまとハマッた若嫁編（8月8日、東京音光）
- ザ・タブー家族 義母がすけべで身がもたない 22（8月8日、東京音光）
- 観光バスガイドは意外とヤれる!?（8月8日、OFFICE K'S）オムニバス作品
- 美熟女の視線にさらされながらせんずりさせられた僕 vol.2（8月8日、オールドソルジャー）
- 人妻たちの転落人生、生まれて初めての風俗面接。4（8月9日、ラハイナ東海）
- 潮噴き奥様中出し（8月11日、イエローダック）
- 妄想SEXでオナる人妻（8月16日、ラハイナ東海）オムニバス作品
- 人妻もみしだき オイルマッサージ盗撮（8月16日、ラハイナ東海）オムニバス作品
- SEX WIFE -素人妻モデルズ6-（8月21日、h.m.p）
- 人妻恥悦旅行66 P○A会長折檻編（8月21日、グローリークエスト）
- 親馬鹿ママの肉欲（裏）面談（8月23日、ラハイナ東海）オムニバス作品
- 犯された美脚セールスレディ（8月25日、マドンナ）
- 艶妻不倫ノ湯 11（9月5日、ゴーゴーズ）
- 美人妻温泉 夜這い（9月5日、OFFICE K'S）
- お母さんとの情事 2 〜手コキ、フェラ、SEX編〜（9月5日、アフロフィルム）
- 熟亀頭責め 第2章（9月6日、ラハイナ東海）
- 格差社会における人妻風俗面接（9月6日、ラハイナ東海）オムニバス作品
- 美熟女アロマ羞恥マッサージ（9月6日、ラハイナ東海）オムニバス作品
- お受験ママ達 裏口入学の猥褻取引 18（9月6日、ラハイナ東海）オムニバス作品
- 実録 不妊治療盗撮（9月6日、ラハイナ東海）オムニバス作品
- 私は痴女 人妻編 奥さん!ナイスな腰づかい（9月13日、クリスタル映像）
- お母さんに叱られて（9月13日、ルビー）
- 東京青山の高級エステサロンに存在する美人レズエステティシャンの破廉恥極まりない猥褻行為をご堪能ください（9月13日、ラハイナ東海）オムニバス作品
- 幼●園お受験ママ裏取引 8（9月13日、ラハイナ東海）オムニバス作品
- 私、温泉宿で強姦されました… 其の五（9月13日、ラハイナ東海）オムニバス作品
- 奥さんの綺麗なアナル（9月18日、タカラ映像）
- 「DANDY特別版 日本中を勃起させたあの美淑女/女子校生/エステティシャン/看護師は今!? もう一度逢ってヤられたい！」（9月18日、DANDY）
- 熟痴レズ 4（9月19日、スタイルアート）
- 都内大久保周辺にオイルマッサージで人妻をさんざん焦らした挙句、その気にさせて生挿入してしまうスケベなマッサージ師がいるらしい…（9月20日、ラハイナ東海）オムニバス作品
- 上司の妻 肉棒を咥えこむ潮吹きマンコ（9月25日、センタービレッジ）
- お母さんと日常生活 3 〜着替え、日常風景。自慰、入浴、放尿編〜（10月3日、アフロフィルム）
- 中出し人妻暴行 膣で罰を受ける人妻たち3時間（10月10日、ビッグモーカル）
- 美脚×ローライズ短パン×露出デート（10月13日、マルクス兄弟）
- 素人のみなさん! 綺麗な痴熟女に発射した後も責め続けられてみませんか! 2（10月15日、ジャネス）
- お母さんとの情事（10月16日、タカラ映像）
- 高級人妻クラブ（10月17日、Nadeshiko）
- 旦那の出世の為に… 肉体で勝ち取るセレブな生活（10月18日、ラハイナ東海）オムニバス作品
- 禁断の人妻（10月19日、ミスター・インパクト）
- 親友の母親を親友の目の前で中出し交尾（10月20日、ネクストイレブン）
- 強制レイプマニアックス 19（10月24日、VIP）
- 真性女王様がAV熟女優を調教したらこうなった! 2（10月25日、未来）
- ママにセンズリ見つかっちゃった日 僕の妄想劇 Part.1（10月25日、ラハイナ東海）
- 隣の奥さんは犯され願望のある自慰好きな美脚妻（11月1日、ワンズファクトリー）
- 女医・イラマチオ（11月5日、ワープエンタテインメント）
- 隣の奥さん（11月5日、小林興業）
- 東京LEG（11月5日、フリーダム）
- 美熟女同性愛倶楽部（11月7日、OFFICE K'S）
- 覗かれた人妻（11月7日、マドンナ）
- こだわりの手コキ 人妻編 2（11月8日、隼エージェンシー）
- 美熟女コレクション（11月13日、溜池ゴロー）
- 美人妻監禁調教（11月14日、アリスJAPAN）
- 近親熟女 お母さん!中出しさせて! 6（11月15日、ジャネス）
- 母子熱愛（11月19日、MARIA）
- 「熟女の口はもっと嘘をつく。」 熟雌女anthology ＃039（11月21日、アウダースジャパン）
- まんびらきオナニー（11月21日、OFFICE K'S）
- 妖艶おんな愛戯 惹かれ合う子宮の交わり（11月25日、マドンナ）
- おはズボッ 匂いたつフェロモン美熟女スペシャル（11月30日、アテナ映像）
- 僕らの熟女 高坂保奈美 [密着ドキュメント24時]（11月30日、鶴亀ドラゴンズ）
- M婦人不倫調教 14（12月1日、中嶋興業）
- お母さんのすべて（12月1日、ABC/妄想族）
- 義姉さんのくいこみレオタに困ってます（12月4日、タカラ映像）
- 義母相姦 家庭の中での情事（12月5日、ドリームチケット）
- 親友の淫らな母親（12月5日、映天）
- レディースコミックの広告でやってきた熟女たち! どスケベ熟女のお掃除フェラ（12月5日、映天）
- 秘湯温泉 レズ性感マッサージ VOL.2 美熟女編（12月5日、映天）オムニバス作品
- 義姉奴隷（12月7日、マドンナ）
- 淫乱熟女友の会 〜変態奥さんのそそる体と三十路四十路のあへあへ顔〜（12月12日、LEO）
- 透けるエロスカートの義母さん（12月13日、マルクス兄弟）
- ベロベロ接吻と見られながらの自慰（12月13日、マルクス兄弟）
- セレブ痴女（12月13日、溜池ゴロー）
- フェラコレ 熟女編 3 21人のフェラマダム（12月13日、隼エージェンシー）
- 敬語責め ver.レズビアン（12月15日、ワープエンタテインメント）
- 熟した女のふたなりな関係 2（12月15日、ジャネス）
- 人妻の疼き 上司と部下の妻（12月18日、ヒビノ）
- 僕の禁断宿泊記 「叔母に犯された日」（12月18日、グローリークエスト）
- 綺麗で美脚がとっても素敵な兄嫁に中出ししたい!!（12月19日、Nadeshiko）
- 近親相姦シリーズ 淫母相姦 19（12月25日、ドリームステージエンタテインメント）
- 女王様が熟女のネコ/タチ調教をしたらこうなった! 2（12月25日、未来・フューチャー）

- 俺の妻と、お前の妻どっちが変態か試さないか（1月3日、タカラ映像）
- 堕ちた万引き妻 放心の潮姦凌辱（1月7日、マドンナ）
- 団地妻 中高年の情事（1月7日、グローリークエスト）
- 女子アナオナニー映像高価買取ます（1月10日、ラハイナ東海）オムニバス作品
- 美尻フェチ デッカイお尻でシゴかれたい!（1月13日、マルクス兄弟）
- 女教師 保奈美（1月13日、溜池ゴロー）
- 人妻 奴隷契約（1月15日、ワープエンタテインメント）
- 近親相姦 Vol.13 美脚カウンセラーの「インモラル催眠」で色情した巨乳ママ（1月15日、グローリークエスト）
- 乱れる人妻 性欲を抑えきれない人妻（1月16日、Nadeshiko）
- マドンナファンの集い 美熟女と行く混浴温泉バスツアー 4 祝・マドンナ5周年 〜豪華美熟女たちの恩返しSPECIAL〜（1月25日、マドンナ）
- 人間凶器 廃人file.01（1月25日、しのだプロジェクト）
- 団地妻（2月1日、溜池ゴロー）
- 近親相姦 お母さんの美尻（2月1日、ワンズファクトリー）
- 中出し近親相姦 母子熱愛（2月5日、センタービレッジ）
- 快楽M性感美脚エステ（2月5日、フリーダム）
- 女看守の苛虐懲罰（2月5日、フリーダム）
- 寮母さんに弄ばれました。（2月5日、フリーダム）
- ザーメン飲み奥様 旦那の留守は精飲三昧（2月6日、映天）
- 近親相姦 中出し親子（2月12日、センタービレッジ）
- キモ男に犯される女校長（2月13日、マルクス兄弟）
- オナニーを見ながら興奮する変態熟女（2月13日、マルクス兄弟）
- 誘惑ミセス 83（2月13日、U&K）
- 熟女ヒロイン触手凌辱 宇宙捜査官マリアン編（2月13日、GIGA）
- 義母相姦 〜義理の母親と息子、愛欲の絆（2月14日、ルビー）
- 女教師 in… [脅迫スイートルーム] Teacher Honami（32）（2月15日、ドリームチケット）
- 人妻女教師 生徒達の精液を飲み尽くして（2月19日、タカラ映像）
- 犯された快感にお漏らしするセレブ（2月19日、桃太郎映像出版）
- 愛する夫の目の前で… 〜美人妻アナル陵辱〜（2月25日、マドンナ）
- 娘の授業態度が悪いと保護者を呼び出し猥褻行為！（2月25日、未来・フューチャー）オムニバス作品
- 近親相姦・愛の中出し 母さんは水泳の先生…浮気現場を見てしまった僕の憂鬱（2月26日、センタービレッジ）
- エアロビ奥様凌辱強姦（2月27日、陵辱研究所）
- 義母 保奈美（3月1日、溜池ゴロー）
- マジックミラー号 超ゴージャス! 濃密美熟女逆ナンパ 横浜みなとみらい編（3月5日、ディープス）
- 義父のイタズラに悶える不道徳な嫁（3月5日、アイエナジー）
- 高坂保奈美でござひます4時間（3月5日、タカラ映像） ※総集編
- 溢れだす美熟女の泉 〜救命病棟のおもらし美人女医・保奈美〜（3月7日、マドンナ）
- 美熟女近親中出し姦（3月7日、ルビー）
- 絶対中出し出来る痴女クリニック（3月13日、マルクス兄弟）
- 手コキ&口淫で連続強制2回出し（3月13日、マルクス兄弟）
- 指電角オナニー（3月13日、U&K）
- 気づけばいつも、アナル舐め（3月15日、ワープエンタテインメント）
- 熟女羞恥旅行 NO.11（3月15日、ジャネス）
- フェラコレ 熟女編 4 21人のフェラマダム（3月15日、隼エージェンシー）
- ぬるぬる大作戦 2（3月17日、イエローダック）…ムニバス作品 ※『LOTION』を再収録
- 熟れた友達のお母さんを犯しまくりたい。（3月19日、ドグマ）
- 足淫13人 となりの奥様の悩殺足コキ（3月19日、センタービレッジ）
- 人妻たちの淫らな情事（3月20日、Nadeshiko）
- 催眠 赤 DX 19 ドキュメント編（3月20日、アウダースジャパン）
- 催眠 赤 DX 19 スーパーmc編（3月20日、アウダースジャパン）
- 催眠 赤 DX 19 スーパーコンプリート編（3月20日、アウダースジャパン）
- 親友の母とその娘（3月23日、グラフィティジャパン）
- もう一つの混浴温泉バスツアー 4 未公開セックス・フェラ映像全てお見せします!（3月25日、マドンナ）
- 我王 〜潮吹き温泉〜（3月25日、UGANDA）
- 淫らに喘ぐ昼と夜 熟女性生活報告（3月25日、FAプロ）
- 投稿実話 「妻がまわされた」（3月25日、ながえスタイル）
- おばあちゃんとお母さんとお父さんと僕 大近親相姦 祖母と母のレズ愛（3月26日、センタービレッジ）
- ザーメン中出し凌辱歯科医（4月1日、ワンズファクトリー）
- 即尺精飲公衆便女（4月3日、映天）
- 母子交尾 [渋川路]（4月4日、ルビー）
- 熟女の顔騎手コキ（4月5日、ジャネス）
- 汚された不動産レディ （4月7日、マドンナ）
- 近親相姦遊戯 叔母と僕 其の八（4月8日、グローバルメディアエンタテインメント）
- 高坂保奈美の妄想美脚（4月10日、アリスJAPAN）
- 独占!!（4月10日、クリスタル映像） ※総集編
- 義母奴隷（4月13日、溜池ゴロー）
- 熟女イカせ潮吹きトランス（4月13日、マルクス兄弟）
- ベロベロ接吻＆手コキが最高!（4月13日、マルクス兄弟）
- スレンダー美脚のギリギリ露出12人（4月13日、マルクス兄弟）※『美脚×ローライズ短パン×露出デート』の総集編
- 禁断介護（4月16日、グローリークエスト）
- 人妻アナル離婚（4月16日、タカラ映像）
- 人妻のフェラ（4月17日、Nadeshiko）
- 某名門定時制 校内ワイセツ淫行過激盗撮映像（4月18日、ラハイナ東海）オムニバス作品
- 田舎へ泊まろう! 高坂保奈美の今晩泊めていただけませんか?（4月20日、プリモ）
- 隣の未亡人（4月24日、グラフィティジャパン）
- 新・相姦生活はじめます。（4月25日、ラハイナ東海）
- 高坂保奈美 33歳 （5月1日、ヴィーナス）
- 新・熟尻 ボディコンママの穴（アナル）狂騒曲（5月1日、映天）
- お母さんとの情事 7 〜手コキ、フェラ、SEX編〜（5月1日、映天）
- 限ナシイキッパ!（5月1日、グローリークエスト）
- 日常的下着試着室の風景 5（5月1日、趣向倶楽部プラス）オムニバス作品
- 長身姉妹美アナル調教（5月7日、マドンナ）
- 終わらないフェラチオ（5月8日、アリスJAPAN）
- 女教師集団中出し痴漢バス（5月13日、マルクス兄弟）
- 揉み責め×乳イキ×敏感乳房（5月13日、マルクス兄弟）
- 極上美女のベロベロ接吻の妄想世界（5月13日、マルクス兄弟）
- デキる女は、乳首を責める。（5月15日、ワープエンタテインメント）
- 人妻潮吹き町内会（5月19日、イエロー）
- 美人妻の濃厚じゅぽフェラ ち○ぽを欲しがる奥様達（5月20日、ネクストイレブン）
- 肉体謝罪 4 セレブ妻の過ち（5月21日、グローリークエスト）
- 熟女達の秘めたる楽しみ フィーリングレズビアン 7（5月22日、グラフィティジャパン）
- 職妻不倫（5月22日、ビッグモーカル）
- 美熟女のグリマンオナニー狂い 〜フェロモンムンムン盗撮〜（5月23日、ラハイナ東海）
- はじめてはお義母さん 〜淫らな性の手ほどき〜（5月25日、エマニエル）
- 鬼イカセ×口淫イラマチオ（6月1日、ワンズファクトリー）
- 人妻盗み撮り 初めての風俗面接 Vol.03（6月2日、プレステージ）
- 人気美熟女5人VS特別ご招待ユーザー様10人 混浴露天風呂ファン感謝祭（生）大乱交（6月4日、ROCKET）
- 指入れピストン ずぼオナニー 2（6月5日、映天）
- 翔田千里VS高坂保奈美 逆ナンパ指令!! 〜熟女好きの男をゲットして奉仕せよ〜（6月11日、センタービレッジ）
- 高坂保奈美が童貞をプロデュース（6月12日、アリスJAPAN）
- ワケあり人妻 不倫の代償（6月13日、溜池ゴロー）
- 足ふぇちが妄想する最高の美痴女脚コキ（6月13日、マルクス兄弟）
- 義父の嫁い虐り（6月15日、スターパラダイス）
- いやらしい熟女に突然背後から手コキされちゃった僕（6月15日、ジャネス）
- 素人参加企画 若妻癒し隊 あなたの下半身慰めます（6月18日、ヒビノ）
- 熟★ザイル（6月19日、ROOKIE）
- 男殺油地獄 3（6月19日、レアル・ワークス）
- 脱ぎたてホクホク パンティ〜 手コキ&フェラ 4（6月19日、イエロー）
- 妻の親友とその娘（6月22日、グラフィティジャパン）
- なめ地獄（6月25日、センタービレッジ）
- レズに堕ちた新妻 同性愛墜落物語（6月25日、ながえスタイル）
- アラサー ヒトヅマ ドット ナカダシ（7月1日、チーム川崎）
- 人妻角擦りつけオナニー（7月1日、ワンズファクトリー）
- 旅先でなら、人目を気にせず、接吻できる…。（7月5日、ドリームチケット）
- 超淫尻（7月9日、アキノリ）
- 義理の姉（7月13日、溜池ゴロー）
- 黒タイツが似合う美脚H秘書（7月13日、マルクス兄弟）
- 綺麗なママとの妄想○児プレイ（7月13日、マルクス兄弟）
- 熟女しょんべん漏らし 漏らす快感に取り憑かれた熟女達（7月13日、AVS）
- 手コキでベロちゅ〜 7 12人の接吻&手淫絶頂（7月19日、イエロー）
- コスッて熟女神 1（7月19日、ミル）
- 中出し近親相姦 クンニダコがあるお母さん 3（7月23日、センタービレッジ）
- 人妻 買い物帰り -昼下がりに疼く人妻たち-（7月23日、アイエナジー）
- 美人妻撮影会（7月24日、アリスJAPAN）
- 淫らに濡れる股間 母がオンナに変わる時間（7月25日、FAプロ）
- 上司の奥さん（7月25日、マドンナ）
- ラブホテルより如何わしい 破廉恥ネットカフェ（7月25日、ながえスタイル）
- 欲求不満人妻紹介 #5〜#8（8月7日、GLAY'z）
- ミニスカブーツに挑発されて発射しちゃった僕。（8月13日、マルクス兄弟）
- 変態人妻が聖水をぶっかける夜（8月13日、AVS）
- 熟した人妻のエロ尻 2（8月15日、ジャネス）
- フェラコレ 特別編 3時間まるごとWフェラ（8月15日、隼エージェンシー）他多数
- 性母・保奈美（8月19日、ドグマ）
- ゴックン玩具、欲しがる唇（8月19日、エムズビデオグループ）
- ペニバンとアナル舐めと唾液責めで熟女を犯す女子校生のディープレズ（8月19日、スタイルアート）
- 熟女派遣センター（8月20日、アキノリ）
- Love acom vol.3（8月20日、フォーエバー）
- 義父に犯される! 新妻哀歌（8月21日、アカデミック）
- 濡れ嫁・羞恥介護 〜義父の柔肌調教〜（8月25日、マドンナ）
- ごっくん飲酒美人（8月28日、アリスJAPAN）
- 近親相姦 息子を痴女るいやらしい体をしたドスケベ熟女 4（9月1日、エマニエル）
- 「欲求不満の美淫女が満員の男子校バスで大きな胸がつぶれるほど密着したら火がつくまで何分?!」 VOL.2（9月5日、DANDY）オムニバス作品
- 誘惑女教師（9月7日、プレミアム）
- 洗体レディのお仕事（9月25日、アリスJAPAN）
- 鬼フェラ地獄 熟×2（9月25日、レアル・ワークス）
- 人気女優・高坂保奈美が、独身男性のお世話します。（10月23日、アリスJAPAN）
- ソルトシャワー 美熟女のおしっこみせて!（11月19日、ゲロニア）他多数出演
- レズビアンベロちゅー（12月10日 YeLLOW）他多数

- 私のオナニー見たい? (6月13日、ミスター・インパクト)他多数出演
- 私たち熟女のフェラチオ見てください 大人美人40人の極上テクニック（7月23日、Nadeshiko）
- 鬼フェラ地獄 Director’s cut 03 〜ハメチオ乱交編〜 (11月12日、レアル・ワークス)

#### 澤村レイコ 名義
- 夫の上司に寝取られて 3（9月17日、Nadeshiko）
- 人妻温泉バス痴漢（10月7日、マドンナ）
- 即尺！即ハメ！潮吹き夫人（11月5日、カマタ映像）
- CLUB TAKARA 第1話 【戻る憩いの場】 （11月18日、タカラ映像）
- CLUB TAKARA 第2話 【次々に襲われるホステス達】（12月2日、タカラ映像）
- CLUB TAKARA 第3話 【欲望が動き出す】（12月2日、タカラ映像）
- あやまち 陰湿な家庭内虐めに精神崩壊する人妻レイコ（12月7日、桃太郎映像出版）
- 黒人巨大マラ VS 澤村レイコ 中出し失禁陵辱レクイエム（12月10日、グローバルメディアエンタテインメント）
- CLUB TAKARA 第4話 【新たに現れた謎の男】（12月16日、タカラ映像）
- CLUB TAKARA 第5話 【衝撃の終結】（12月16日、タカラ映像）
- マドンナ7周年記念作品 七人の団地妻 〜婦人会長選挙と下着泥棒大騒動〜 （12月25日、マドンナ）

- 性欲旺盛（1月6日、タカラ映像）
- 美熟女Hな悩み相談所 ～性の悩みから人生相談まで澤村レイコがお答え致します～（1月6日、グローリークエスト）
- ふぞろいの果実たち （1月9日、ATOM）
- 恍惚白目剥きトリップ 純潔人妻弁護士陵辱ドラッグレイプ（1月10日、グローバルメディアエンタテインメント）
- 10周年プレミアム作品 夫の兄に犯される嫁 美すぎる弟の嫁を犯す兄の異常性愛（2月10日、グローバルメディアエンタテインメント）
- 一妻多夫 AV女優の夫（3月17日、タカラ映像）
- 性奴隷妻 ～身内輪姦され続ける日常～（4月7日、桃太郎映像出版）
- オナコレ×パンスト×密室デート Vol.1（6月1日、アイ映像）
- 激亀頭責めと病みつきペニバンFuckでイクッM男（7月1日、スタイルアート/妄想族）
- ポチと呼ばれた義母（7月7日、タカラ映像）
- 黒い欲望に全てを奪われて… 貴婦人と令嬢の絶望（8月7日、アタッカーズ）
- 黒人凌辱熟女喰い（8月10日、グローバルメディアエンタテインメント）
- 奪われた義母のアナル 息子の将来の為に自らの尻穴を捧げた未亡人（9月7日、マドンナ）
- 大人美人な人妻たち（9月9日、なでしこ）
- 近親家族遊戯 淫母相姦 ＃02（9月10日、グローバルメディアエンタテインメント）
- スーツの中のスケベな肉体 真面目に働く熟女（9月25日、サイドビー）
- 素人汁って素敵♡ 接吻とM男とザーメンを、こよなく愛す痴女医の、全汁飲み干し逆レイプ（10月5日、ドリームチケット）
- むっちりボディコン熟女はマ●コに挿れたあとのマン汁がベッタリついたチ●ポから発射されるザーメンを飲むのがお好き（11月5日、ドリームチケット）
- 夫の目の前で犯されて- 訪問強姦魔 3（11月7日、アタッカーズ）
- キメセクしよ（11月19日、ドグマ）
- ふたなり熟女の禁断の関係 4時間（12月1日、スタイルアート/妄想族）
- 奴隷秘書課の女たち（12月7日、アタッカーズ）
- お隣は欲求不満な団地妻（12月9日、なでしこ）
- 「ちょっと擦るだけだから…」ヤレない女を説き伏せる挿入しないマンズリ交尾 ヤレる女に挿入するより、ヤレない女のクリにマンズリ 10周年特別版全4時間 8人（12月15日、ドリームチケット）
- 露恥裏イキマクリ美熟女 大都会露出大量潮吹きの旅（12月19日、婦人社/エマニエル）
- 交尾風呂 近親相姦生中出しファック!!（12月19日、婦人社/エマニエル）

- 乳首快楽Men’sサロン ゾクゾクしながら…癒されたい（1月5日、ドリームチケット）
- 美熟女レズビアン ～求め合う白百合の絆～（1月7日、マドンナ）
- 早漏チ●ポを玩ばれて、強制的に連続射精させられちゃった僕。（2月5日、ワープエンタテインメント）
- 合鍵凌辱 捕獲された女教師（2月7日、アタッカーズ）
- 人妻奴隷客船 ～悲劇の賭博録・デスポワール号編～（2月7日、マドンナ）
- 実録投稿・○編のリアルレイプドラマ 鬼塾長に狙われたとあるお受験ママたち（2月10日、グローバルメディアエンタテインメント）
- 露恥裏悦楽マダムW 高級リムジン山中連れ回しVIP 大量潮吹き絶頂ファック!!（2月13日、セレブの友）
- 世界で一番大きなチンポを持つ男のSEX（3月19日、ROOKIE）
- クレーマーの人妻を旦那の前で犯す 『復讐セックス』（3月25日、サイドビー）
- 中出しアナルソープ天国 vol.1（3月25日、AVS collector’s）
- パイパン人妻オフィスレディ ～羞恥に震える無毛の愛人契約～（3月25日、マドンナ）
- 幻母 禁断母子スワップ 美獣襲来、最強エロ母姉妹登場!!の巻（4月1日、VENUS）
- 照れるほど見つめられる乳首責め 全編・長回しで視姦されながらチクビをイジられ続けるゾクゾクしちゃう快楽（4月6日、ドリームチケット）
- アナル、咲き乱れ…（4月7日、アタッカーズ）
- 放尿、潮吹き、大失禁。（4月7日、プレミアム）
- 社員旅行で酔っ払った同僚と中出しSEX（4月13日、溜池ゴロー）
- 何度も何度もイキまくる騎乗位（4月20日、OFFICE K’S）
- 潜入調査!! 興信所の母（5月1日、VENUS）
- 熟女全裸家政婦（5月11日、ケイ・エム・プロデュース）
- 友人の母（5月13日、溜池ゴロー）
- 行列の出来る大人のセックス相談所 アナタだけの為にアナタだけを見つめて上に跨って腰振り潮吹き濃厚ファック 体当たりで相談受け付け中!!（5月13日、セレブの友）
- 欲求不満な若妻の大胆パンティ見せつけ挑発 3 若妻4名（5月13日、溜池ゴロー）
- 漆黒の喉奥シャブリスト（5月18日、ワープエンタテインメント）
- イイ女限定!! たっぷり射精出来る貴方だけに語りかけるオナニー専用のオナニーDVD 2（5月19日、婦人社/エマニエル）
- イグイグ大乱交（5月19日、乱丸）
- ザ・リアル映像 女上司は『オフィス・アナル・レディー』（5月25日、サイドビー）
- いいなり家政婦 ～ご主人様の夢、全て叶えます（5月25日、Mellow Moon）
- 綺麗なおばさんは好きですか？ ご無沙汰しているパートおばさんのバイト男子学生口説き（6月10日、ホットエンターテイメント）
- 借金のカタに売られた女を抱ける居酒屋 極上ホステスと好きな変態行為ができる村が存在した!!（6月13日、セレブの友）
- レズビアン性交百合交尾 レズビアン好きの貴方だけを見つめながら女同士でイキまくる極上の一本（6月19日、婦人社/エマニエル）
- 「熟女の口はもっと嘘をつく。」 熟雌女anthology ＃082（6月22日、アウダースジャパン）
- 男1人を責め続ける3人の痴女（6月25日、痴女ヘブン）
- 丸ごと！澤村レイコ BEST4時間（6月25日、マドンナ）※単体ベスト
- 真・美熟女性交（7月1日、lemix）
- 寸止め女教師ザーメン狩り Ver. ふたり責め（7月6日、ワープエンタテインメント）
- 100％まるごと澤村レイコ潮まみれ4時間!! 知的でハイソな美熟お姉様・澤村レイコ野外大量おもらし潮吹き極上SEXコンプリートベスト!!（7月19日、婦人社/エマニエル）※単体ベスト
- ドスケベ美女の3穴中出しゴックンFUCK （7月19日、エムズビデオグループ）
- くそみそテクニック（8月13日、MOODYZ）
- イイ女限定 寝起きチ○ポ騎乗位責め!! ドッキリ成功で気分良く騎乗り腰振るエロ痴女に騙まし撃ち生中出し!!（8月19日、婦人社/エマニエル）
- 人妻アナル課長（9月1日、ムーディーズ）
- 真・美熟女性交（9月1日、lemix）
- 囚われた貴婦人の悲劇（9月7日、アタッカーズ）
- 快楽化粧 赤いルージュをのせたハデな化粧の女はエロの伝導艶女（9月19日、婦人社/エマニエル）
- アナル塾 W母親二穴相姦 ～淫猥な学び舎で開口される尻穴カリキュラム～（9月25日、マドンナ）
- 真・美熟女性交 山本美和子×澤村レイコ（10月1日、lemix）
- 若妻 奴隷撫子（10月5日、ドリームチケット）
- スポーツ人妻 みるスポ!【熟女編】（10月7日、みるきぃぷりん♪）
- ご近所町内会レズ調教（10月7日、マドンナ）
- 発情マダム男根狩り 欲情した極エロマダムが本能のままに男を犯す圧迫顔騎＆強制騎乗位イキまくり男根快楽地獄攻め!（10月13日、セレブの友）
- 老いた義父に犯されて…（10月13日、溜池ゴロー）
- 寝取られる母と嫁12人 息子に犯されて義父に嬲られる4時間（10月19日、香澄企画/エマニエル）
- 君のチンチン催眠術で敏感にしてフェラ痴女ゴックンしちゃおうか（10月19日、エムズビデオグループ）
- 夢の美熟女回春エステサロン 3（11月9日、ケイ・エム・プロデュース）
- 放尿女房（12月7日、プレミアム）
- お上品美女の初浣腸失禁アナルFUCK（12月19日、エムズビデオグループ）
- 澤村レイコのスケベフェロモンに包まれながら加藤ツバキの極上舌技で骨抜きにされるエロ幸せすぎる3Pセックス（12月25日、アロマ企画）
- 会員制エステで美人エステティシャン2人に全身を舐められた僕（12月25日、マドンナ）
- 解禁 ニューハーフと激潮吹きレズ（12月25日、オペラ）

- シロダーラ催眠 2穴決壊イカセ地獄（1月1日、CORE）
- 母が白衣を脱ぐとき 3（1月1日、ムーディーズ）
- 女監督ハルナの過激なアナル性感レズエステ3 6名4時間（1月1日、ヴィ）
- 美熟女ソープ壺姫御殿（1月7日、マドンナ）
- チンポコ・マグニチュード ボッキ・チンポコ 男だって潮吹きアクメ（1月19日、ドグマ）
- リメイク版～濃厚接吻 お姉さんが舌と乳首を吸ってあげる（1月19日、アロマ企画）
- 真・美熟女性交 風間ゆみ×澤村レイコ（2月1日、lemix）
- あなた、ごめんなさい 夫以外に抱かれる奥さん（2月25日、サイドビー）
- 女捜査官、堕ちるまで… ―怨恨のアナルレイプ―（3月7日、アタッカーズ）
- 熟れてる女のしつこい接吻と性交（3月22日、ワープエンタテインメント）
- 肛門中毒の女 4（3月25日、ダスッ！）
- 高身長淫乱集団痴女ナース（3月25日、痴女ヘブン）
- 10発中出しするまで勃起させちゃうお姉様SEXテクニック（4月1日、ワンズファクトリー）
- お義姉さんの誘惑 ～淫らな兄嫁と、ひとつ屋根の下～（4月7日、プレミアム）
- （裏）手コキクリニック ～完全版～ 性交クリニック8 美人ナース大集合スペシャル（4月11日、SODクリエイト）
- クチ・マンコ・アナル3穴ゴックン24発!! 澤村レイコ6時間（4月19日、エムズビデオグループ）※単体ベスト
- 美しい熟女の本物中出し性交（4月25日、本中）
- 痴熟女スワッピング ～男に飢えた人妻たちの危険な火遊び～（4月25日、マドンナ）
- ぶっかけ中出しアナルFUCK!（5月1日、ムーディーズ）
- S級熟女コンプリートファイル 澤村レイコ 4時間（5月1日、VENUS）※単体ベスト
- ヤリたがりなレイコさんの性欲が満たされるまで…（5月7日、プレミアム）
- 近親相姦 息子に調教を哀願する欲求不満のマゾ牝母（5月23日、タカラ映像）
- 本当は、ヤリまくりたい女（5月24日、なでしこ）
- 中出しを教える先生（5月25日、本中）
- 離婚女の柔肌（6月7日、アタッカーズ）
- 濃厚、密着、セックス。（6月7日、プレミアム）
- 限界隷女検察官（6月20日、催眠研究所）
- コッチの好きにさせてくれない寸止めナマ殺しSEX（6月21日、ワープエンタテインメント）
- 蒸れ臭い艶パンスト脚線美 ぶっかけゴックン大乱交（6月25日、オペラ）
- 私、拘束されてます。奥ゆかしき和装美女をガンジガラメで玩具責め（7月5日、ドリームチケット）
- 籠城 2（7月7日、アタッカーズ）
- 義母のブラが浮いています（7月11日、タカラ映像）
- 究極サンドイッチFUCKスペシャル（7月13日、ムーディーズ）
- 燃え上がる夏不倫 背徳未亡人（7月20日、STAR PARADISE）
- 止まらない官能淫語（8月1日、ワンズファクトリー）
- 中坊時代の担任を、同窓会だと偽って、犯しまくった教え子達。（8月8日、タカラ映像）
- 不倫ポルノ 夫を裏切る情事のスリルは甘き地獄（8月13日、FAプロ）
- 息子に中出しされた母親（8月15日、AMORE）
- お上品お姉様の初飲尿中出し43発（8月19日、エムズビデオグループ）
- ぶっ壊れるほどイキたいの!（8月19日、乱丸）
- 催眠素顔 7（8月20日、催眠研究所）
- 蒸れた乳、蒸れたザクロ、女同士だからわかり合える 熟女ハードレズビアン 4時間 総勢22人（8月25日、サイドビー）
- 美人潜入捜査官（9月1日、ワンズファクトリー）
- 2穴触手 ～堕落した捜査官～（9月1日、ムーディーズ）
- 女監督ハルナの秘蔵レズ映像! 過激でHなレズナンパ 街行く“キレイで大人のお姉さん”未公開コレクション 8名4時間!（9月1日、ヴィ）
- 夫の親友に犯され感じてしまった私…（9月13日、溜池ゴロー）
- 見た！母親たちの不倫現場（10月1日、FAプロ）
- 汚された母の白衣（10月13日、溜池ゴロー）
- 絶対!!ベスト 8じかん。 澤村レイコ（10月18日、ワープエンタテインメント）※単体ベスト
- Madonna×E-BODY×kira☆kira×kawaii*×ATTACKERS 5メーカーコラボ作品第4弾! 秘湯 淫華温泉 ～乱交の湯に濡れる母～（10月25日、マドンナ）
- 澤村レイコ PREMIUM BEST 8時間（11月7日、プレミアム）※単体ベスト
- 人妻寝取ラレズ…。 永遠に消えない接吻の傷跡（12月7日、マドンナ）

- 澤村レイコBEST（1月1日、ワンズファクトリー）※単体ベスト
- 自宅を占領された女教師（1月1日、ムーディーズ）
- セクシャルアーツ外伝 性技の使い手 パートタイム特殊諜報員の美人妻（1月9日、タカラ映像）
- W美魔女WアナルW中出し（1月19日、エムズビデオグループ）
- 黒人刑務所収監レイプ（1月25日、ダスッ！）
- 睨まれレイプ 2 ～強がり女と強制性交～ （2月1日、ムーディーズ）
- お姉さま4人と1日で40回も子作り（2月1日、ZUKKON/BAKKON）
- 恋する妻達 2（2月7日、アタッカーズ）
- ツン顔女社長のいじめられたい願望（2月25日、ながえSTYLE）
- 高身長痴女の小さいオッサン狩り（3月13日、ムーディーズ）
- 澤村レイコ レズスペシャル4時間（3月19日、DX）※単体ベスト
- 超脚パンストクイーン 6（3月25日、ジャネス）
- 叔母の誘惑 ～僕の欲望を激しく刺激する卑猥な肉体～（3月25日、マドンナ）
- 匂い立つ熟女のムレたノーパンパンスト（3月28日、煌KIRAMEKI）
- 手コキ・淫語・痴女教師（4月7日、プレミアム）
- 夫のために… どれだけ犯されても堕ちない人妻（4月13日、溜池ゴロー）
- 見つめられながらの上品な卑猥語（4月19日、Fetish Box/妄想族）
- 貪られる肉体 復讐レイプ 2（4月25日、サイドビー）
- 熟女はスケベな夢を見る。～四十路で覚えたレズの味～（5月1日、U&K）
- ボンデージの虜 M男調教QUEEN（5月5日、未来 フューチャー）
- 澤村レイコBEST（5月13日、溜池ゴロー）※単体ベスト
- 精子＆小便を3穴飲み！究極ゴックン70発 澤村レイコ8時間（5月19日、エムズビデオグループ）※単体ベスト
- 人妻の卑猥な接吻と性交～義弟の舌技に溺れる兄嫁の秘蜜～（5月25日、マドンナ）
- 中出しお義母さんが教えてあげる 息子との絆を情交で深める母たち（5月25日、ビッグモーカル）
- 【実写版】対魔忍アサギ～陰謀の東京キングダム～（5月30日、ZIZ）
- ゴージャスボディーがしゃぶりつく（6月1日、Fetish Box/妄想族）
- お義母さん4人と1日で40回も子作り（6月1日、ZUKKON/BAKKON）
- 僕のいいなり義母（6月19日、グローリークエスト）
- 先生、私のツバ飲んで（6月19日、レズれ！）
- 美熟女ドキュメント 澤村レイコのすべて（6月21日、HMJM）
- 中出し近親相姦 お義父様やめて下さい 義理の父に中出しされる息子の嫁 第四章（6月25日、ビッグモーカル）
- 狂おしいほどオナニーしたい 6（7月1日、Fetish Box/妄想族）
- 残酷浪漫時代 第三話 哀愁の女帝 緊縛地獄罠（7月7日、アタッカーズ）
- 寝取られアナル妻（7月7日、マドンナ）
- 親戚のおばさん（7月10日、センタービレッジ）
- ムチ! ぴた! タイトスカート 4（7月15日、ジャネス）
- 背徳未亡人 肉欲にまみれ堕ちる寡婦達…（7月20日、STAR PARADISE）
- 超本格官能人妻エロ絵巻 背後の霊が貴女を常にハメている（7月24日、タカラ映像）
- 誘惑淫語ヴィーナス（8月1日、Fetish Box/妄想族）
- 人妻ハイレグ羞恥（8月7日、マドンナ）
- ご近所の母娘にレズ調教されています。（8月7日、ビビアン）
- キレイなお姉さんの淫語手コキ（8月15日、ジャネス）
- 強制寸止め射精コントロール（8月25日、ジャネス）
- 欲求不満の母と絶倫息子 抜かずの三発中出し（8月28日、センタービレッジ）
- 湯けむり近親相姦 母子入浴交尾（9月1日、VENUS）
- ホームステイの黒人さんのデカマラに母さんが発情中（9月4日、グローリークエスト）
- アナル中出し極上ソープランド（9月13日、AVS collector’s）
- 鬼バキュームフェラ 生け贄になったチ○ポ 2（9月15日、ジャネス）
- 艶やかな汗 汁まみれの濃厚エロス（9月19日、Fetish Box/妄想族）
- 悩殺アクメ淫語オナニー vol.4（10月5日、ジャネス）
- パンスト美脚責めフェチズム（10月5日、ジャネス）
- 新 熟女童貞狩り（10月9日、センタービレッジ）
- 麗しのマネキン夫人 ～人形に恋した男の妄想セックス～（10月13日、VENUS）
- 淫らな言葉ぶっかけてあげるわ 官能淫語プレイ（10月15日、ジャネス）
- 夜這い 夫の寝ている隣で感じてしまう5人の人妻たち（10月16日、グローリークエスト）
- 華フック原作コミック 限界ぎりぎり実写化!! 母親失格 エリート親子のM豚寝取られ転落人生（10月25日、マドンナ）
- 因果応報 ～リベンジレイプ 強姦され続け孕まされた人妻女上司!（11月1日、熟女塾/エマニエル）
- スーツの中のスケベな肉体 真面目に働く熟女（11月8日、ながえスタイル）
- 夫に浮気を公認された妻（11月8日、ながえスタイル）
- 近親相姦中出しソープ 初めての熟女風俗、指名したら母ちゃんだった（11月13日、VENUS）
- 甘く匂い立つノーパンパンスト 透ける卑猥な肉ビラ（11月15日、ジャネス）
- 我慢出来ない未亡人…あなたごめんなさい心の寂しさは若い男の肉棒でしかまぎれないの…（11月20日、ルビー）
- 官能レズドラマ4時間 秘めた性癖を持つレズビアンな熟女たち…（11月21日、TMA）
- 隣家盗撮 人妻の淫らな日常を暴く隠しカメラ（11月25日、マドンナ）
- 美人妻と隣の奥様の秘め事 美熟女レズビアン 4 少し暇を持て余すセレブな私は欲求不満な隠れレズビアン。チ○ポよりオマ○コから垂れる愛液の方がお好き!（12月5日、ジャネス）
- 熟シャッ!! 熟女を溺愛するカタチ（12月5日、ワープエンタテインメント）
- ファイル流出、ネットに痴態を晒された女（12月7日、アタッカーズ）
- 中出し性活指導（12月12日、ケイ・エム・プロデュース）
- イキ過ぎ注意！疼くヌルヌルのおま○こがジンジンと熱くなって、クリトリスもデカくなる！出し入れする指はマン汁が絡みついて糸を引く。オナニースペシャル（12月19日、DX）
- 異常性欲 近親熟女レズ 3 私、なんでこんなにオマ●コ濡れているの！？ チ●ポしか知らない私は姉のレズ行為に思わず発情し虜となってしまいました（12月26日、なでしこ）

- レズビアンランジェリーモデル～女の意地がぶつかりあう！筋書き無し123分ノンストップレズバトル～（1月7日、ビビアン）
- 最低10回抜きたくなる美しいW魔女（1月7日、ゴールデンタイム）
- 緊縛温泉 ～服従の美姉妹縄宴～（1月7日、マドンナ）
- ハネ腰！爆イキ！必ず潮吹く痙攣出張エステ（1月13日、VENUS）
- SCOOPスペシャル 突然AV女優にガン勃ちチ●ポのセンズリを見せつけたらどうなるのか!? 大実験!（1月23日、ケイ・エム・プロデュース）
- 激☆足コキ 美脚でM男汁の生搾り 2（1月30日、未来 フューチャー）
- ボンデージの虜 M男調教QUEEN DX 4時間 Vol.3（1月30日、未来 フューチャー）
- 澤村レイコ BEST 4時間 THE FREE BITCH IS BACK（2月1日、Fetish Box/妄想族）※単体ベスト
- いきなりパンツ脱がせてM字開脚 恥じらいの美熟女ドエロマ●コ 2（2月6日、LEO）
- 相互干渉系背徳相姦エロ艶劇 母のブラが浮いています（2月12日、タカラ映像）
- レズポルノ 下劣で卑猥な女と女のSEX（2月13日、FAプロ）
- 言いなり中出し、俺の前で見ず知らずの男たちにオナニーを見せ、汚いチ●ポを咥え赤面しながらマン汁垂らしてイッてしまう俺の妻 3（2月13日、なでしこ）
- 澤村レイコの凄テクを我慢できれば生★中出しSEX（2月13日、溜池ゴロー）
- 熟女の匂い立つ足裏 艶熟フェチ画報 Vol.2（2月19日、熟女塾/エマニエル）
- 下品なガニ股美脚（2月25日、ジャネス）
- 相互干渉系背徳相姦エロ艶劇 美尻母さま騎乗位狂い（2月26日、タカラ映像）
- 濃厚オヤジと女教師（3月1日、ワンズファクトリー）
- 澤村レイコの鬼コキ!!エロコスとド淫語でドピュドピュ発射させられちゃった僕（3月1日、VENUS）
- 妖艶フェロモン痴女ハーレム（3月1日、Fetish Box/妄想族）
- 女教師アナル 肛虐の放課後（3月7日、アタッカーズ）
- 快楽パニック！アナル開発プロジェクト（3月15日、未来 フューチャー）
- 漆黒のパンストレズビアン（3月19日、レズれ！）
- 淫乱団地妻 息子に発情する欲求不満な義母（3月19日、乱丸）
- 人妻は夫が隣にいるのに寝取られるスリルにオマ●コが疼きすぎて俺のチ●コを欲しがるので辛抱たまらん!! 3（3月27日、なでしこ）
- 母を手篭めにした日（4月2日、センタービレッジ）
- 妻を寝取らせて… 嫁の幼なじみに嫁を寝取らせた話（4月4日、光夜蝶）
- 丸ごと！澤村レイコSPECIAL16時間 ～淫乱淑女のマドンナ出演14作品大放出BEST～（4月7日、マドンナ）※単体ベスト
- 代理出産の母（4月9日、タカラ映像）
- 部下に寝取られた上司の妻 5（4月10日、LEO）
- 濃密しっとり接吻（4月15日、ジャネス）
- ママのリアル性教育（4月16日、グローリークエスト）
- 艶色っぽい淫語（4月19日、Fetish Box/妄想族）
- エロ汁まみれのオナニー中毒 6（4月25日、ジャネス）
- ながえ官能映像集 優秀、真面目、負けん気、誠実、できる女（4月25日、ながえスタイル）
- 母の親友（5月1日、VENUS）
- 平日の昼間、主人はいません。会いたいヤリたい盛りの不倫妻（5月2日、LEO）
- 甘い躾 M男の理想的エロス Vol.4（5月15日、未来 フューチャー）
- 欲情する淫尻 美熟女の下半身が醸し出す猥褻なエロス（5月19日、Fetish Box/妄想族）
- 淫乱熟女なポルノビーナス 澤村レイコ 16時間（5月19日、ROOKIE）※単体ベスト
- レズビアンエクスタシー ～女に堕ちるオンナ～（6月1日、U&K）
- ビッチ艶女 淫乱な美熟女のマニアックプレイ 4時間（6月5日、ジャネス）
- 私、本名でセックスしてました。（6月5日、無名時代）
- 妻を犯してください…と願う父。娘の彼氏に抱かれて興奮する母。そして彼氏と母のセックスに興奮を覚える娘。寝取られ親子丼（6月12日、V&R PRODUCE）
- 部長の奥さんがエロすぎて…（6月19日、VENUS）
- 中出しをせがんでくる逆痴漢女教師（7月13日、ムーディーズ）
- 僕の視線を釘づけにする挑発パンチラ（7月15日、ジャネス）
- レイコママとのやらしい生活（7月19日、VENUS）
- 近親相姦「やってはいけない!」とわかっていても、つい夫以外の勃起チ○ポに手をのばしてしまう私。パンチラと谷間を見せつけて誘惑するとチ○ポ汁出まくりでもうガマン出来ません!! 2（7月19日、DX）
- 彼女の母（7月30日、センタービレッジ）
- 社長夫人の柔肌（8月7日、アタッカーズ）
- 欲情する真っ赤なボンデージQUEEN（8月15日、未来 フューチャー）
- 近親［無言］相姦 隣にお父さんがいるのよ…（8月19日、VENUS）
- 投稿実話 妻がまわされた（8月25日、ながえスタイル）
- バイト先で知り合った素敵な奥さん（8月25日、マドンナ）
- 官能艶尻フェロモン（8月30日、ジャネス）
- 変態でヤリマンな貴婦人（8月30日、Fetish Box/妄想族）
- 淋しんぼ母さん 過剰な愛情欲情セックス（9月3日、センタービレッジ）
- 魅惑の美魔女 澤村レイコ 4時間 大人の色気がムンムンの長身スレンダー美女の凄テクに絶叫昇天（9月13日、痴ロモン/妄想族）
- 私は貴女に愛される…。～美熟女の情欲レズドラマ～（9月13日、U&K）
- 「俺の前で他のチ○ポを咥えろ！」私のオマ○コを見せつけ見ず知らずの男に中出しさせる私の夫（9月15日、ジャネス）
- 友人の妻はドスケベ家庭教師（9月19日、VENUS）
- 15年間引きこもり続けたウチの弟を更生させたカリスマ熟女カウンセラー（9月24日、タカラ映像）
- 鬼抜きリップサービス 肉棒をこよなく愛する美女（10月1日、Fetish Box/妄想族）
- 若い男に抱かれてみたくて疼いてしまう・・エッチな変態おばさんと思われないかとドキドキする・・私、、、40過ぎたおばさんだけど抱いてくれますか？（10月10日、ホットエンターテイメント）
- S級熟女コンプリートファイル 澤村レイコ 4時間 其之弐（10月13日、VENUS）※単体ベスト
- 禁断の姉妹レズビアン 「ああ、そこ感じる～レイコ！やめないで…」家族の一線を越えて舌を絡ませオマ●コを舐め合う近親な関係（10月15日、ジャネス）
- 澤村レイコ MAZO BOYS CLUB 完全コンプリート スペシャルエディション（10月15日、未来 フューチャー）※単体ベスト
- 僕の母親を抱かせてやるから、キミの母さんをヤらせてくれ。（10月22日、タカラ映像）
- イッてもイッても終わらない近親相姦限界突破昇りつめセックス（10月29日、センタービレッジ）
- 母の友人（11月7日、マドンナ）
- 夫に裏切られた女（11月7日、アタッカーズ）
- M女淫乱覚醒調教倶楽部 ～プロファイルNo.001媚薬覚醒調教妻 レイコ～（11月25日、AVS collector’s）
- ママ友レズ不倫! 隣の美人妻に誘惑され思わずオマ●コが疼いちゃった私… 旦那に相手にされずセックスレスの私は完全にレズに目覚めてしまいました!（11月27日、なでしこ）
- 淫熟フェロモン交尾 Vol.6（11月30日、ジャネス）
- 親戚のおばさんに筆おろしされた僕。リターンズ（12月4日、LEO）
- こんな女に抱かれたい（12月4日、ワープエンタテインメント）
- 美人妻無限レイプ地獄！夫と息子の眼前で犯され辱められ貪り尽くされ堕ちていく熟れた女体（12月8日、熟女塾/エマニエル）
- 原作 華フック 超絶凌辱競演大作 待望の実写化!! 根暗少年の復讐ハーレム調教計画 熟れコミ3周年記念作品（12月8日、マドンナ）
- 父に隠れて太陽の下でまぐわう愛ある親子の大自然交尾（12月10日、センタービレッジ）
- 美熟女ぬるてかレズビアン（12月13日、U&K）
- 溢れる愛液。煌めく汗。止まらない痙攣。（12月19日、TEPPAN）
- 隣の奥さんは連続絶頂ランジェリーナ（12月19日、VENUS）
- ネトラレーゼ 妻を町内会の男達に寝盗られた話し（12月24日、タカラ映像）
- 噂では「あなたのチ●ポが欲しいの!!」と温泉旅館で男性客に声を掛ける美人妻は露出狂で超エロいらしい…。パンチラ、胸チラあたり前でオッパイ、オマ●コに目のやり場に困ってたらキ●タマ空っぽにされちゃいました! 4（12月25日、なでしこ）

- 精液を絞り尽くすまで終わらない発情した母親たちはもの凄いエロテクニックで 息子たちのチ○ポを食いまくる。（1月1日、VENUS）
- スーパー主観ねとられドラマ 嫁さんが僕の弟とハメていた（1月7日、JET映像）
- 嫉妬レズ（1月13日、U&K）
- 出張!! 熟女ソープ 澤村レイコをお届けします ～独身男性に強制中出しさせちゃいました～（1月14日、センタービレッジ）
- 本格家庭内相姦物語 お母さんが初めての女になってあげる（1月19日、ABC/妄想族）
- 夫が近くにいるのに寝取られたがる不倫妻 バレないようにチ○ポを咥え込むスリルにオマ○コは疼きまくり!（1月20日、ジャネス）
- エロくて派手な柄ストッキング 究極の悩殺ビジュアル（1月20日、未来 フューチャー）
- 乳首責められて腰がガックガクしちゃう美人妻と… おじさんぽ 14 AVよりエロいエッチ見たくない？セレブ感漂う奥様と下町探索お散歩デート。おじさんに足を絡めて中出しさせる奥さんの感じ方がヤバい!（1月25日、ビッグモーカル）
- 偶然に元カレにバッタリ遭遇?! その幸せそうな様子に嫉妬し、旦那に気付かれないようにちょっかいを出してきた。すると、口止めとして一回だけ内緒でヤラせてくれた元カノ。久しぶりに味わったオ●ンコは、やっぱり最高だった!!（2月5日、LEO）
- 父さんが戻ってくるまであと1分!! 突如ムラムラしてきちゃった母と息子の抑えきれない猛烈交尾!!（2月11日、センタービレッジ）
- ふしだらな淫脚で究極の足コキ その素晴らしい「おみ足」で僕のチ○ポをシゴいてくださいませんか？（2月15日、未来 フューチャー）
- 30人の男達と30本番中出し30回 ぶっかけ32発 34回昇天 大量潮噴き2750cc（2月18日、グローリークエスト）
- 近所の奥さんとの昼下がり、夫に内緒でレズ行為する私 彼女のオマ○コはムズムズ発情中で恥ずかしがりながらもイキまくってた!（2月19日、設定思考）
- パンスト美脚グラマラス 極上ドスケベLEGが迫ってくる（2月25日、痴ロモン/妄想族）
- 卑猥なマドンナ 澤村レイコ 旅へ（2月27日、HMJM）
- デカチンのせいでチ○コのポジションが定まらない僕は無意識にポジションを整える癖を義母さんに気づかれてしまい怒られるかと焦ったが『お父さんより立派ね』とヨダレをたら して欲情しはじめた。（3月13日、VENUS）
- 地元訪問 思い出散歩（3月2日、プレステージ）
- 憧れの女上司とふたりで地方出張に行ったら台風で帰りの新幹線が運休のため急遽現地で一泊する事になりました（3月10日、タカラ映像）
- 夫にいいなりの清楚人妻に中出し! 見ず知らずのそそりたったチ○ポに熟したオマ○コからエロ汁がだだ漏れ状態。旦那がいるにも関わらずチ○ポを咥えまくる!（3月15日、ジャネス）
- スケベな柄パンスト美脚 5（3月15日、ジャネス）
- 射精リラクゼーションの世界へようこそ！裏風俗メンズ『ヌキ有り』性感サロン（3月19日、Fetish Box/妄想族）
- 大勢の男たちの前で夫のいいなり! 女を忘れかけた欲求不満な美人妻はオマ●コ丸出しで強制オナニーさせられても本気でイキまくる!（3月22日、ラハイナ東海）
- 町内の奥さま まるごと全員に種くばり（4月1日、ZUKKON/BAKKON）
- 母子交尾 ～上諏訪路～（4月7日、ルビー）
- 調教寝取られ妻 レイコ ～寝取り、寝取らせ、寝取られる～（4月13日、AVS collector’s）
- もっこり食い込み妖艶レオタード（4月19日、Fetish Box/妄想族）
- 「私の女房と3PSEXしませんか？」夫以外の男にオマ○コ見られて興奮する美人妻！他人チ○ポを咥えさせたら自ら腰を動かしてきた。（4月22日、なでしこ）
- 誘惑中出し淫語マドンナ（4月30日、ジャネス）
- 澤村レイコといふ女… 真実 今、1人の女の本性を抉り出す瞬間が来た！ 「女優の素顔丸裸」完全密着ドキュメント（5月1日、熟女塾/エマニエル）
- 親友のお母さんは童貞キラー☆（5月1日、VENUS）
- 縄に堕ちた美人妻 あなたは悪くない…悪いのは私の身体（5月7日、アタッカーズ）
- まさか私が、レズビアンたちに狙われるなんて…。～仕組まれた婦人会温泉旅行編～（5月7日、マドンナ）
- 女将さん 凄テクと潮吹きでおもてなし（5月7日、ルビー）
- 母の友人は澤村レイコ ～僕と人気AV女優の筆下し中出し性活～（5月13日、溜池ゴロー）
- FOXY BITCH 優雅なる淫乱美女 より美しく、より変態に…。妖艶ヒップと長脚の美魔女が咲き乱れる（5月13日、痴ロモン/妄想族）
- 温泉旅行で旦那にバレる危険よりも俺のチ●ポを選ぶ不倫妻。 「人が見てるってばぁ…」周囲モロバレの露出羞恥でオマ●コぐちょぐちょに濡らし極太チ●ポを咥え込む不貞主婦がたまらん! 5（5月13日、なでしこ）
- デカ尻爆乳のセックスレス妻が集まるママさんバレー! 見学にやってきた新入部員の旦那を練習の合間に隠れて誘惑! 自ら腰を振り勝手にイキまくる!（5月13日、V&R PRODUCE）
- オシャブリーナ フェラチオがしたくてたまらないおしゃぶり痴女（5月19日、Fetish Box/妄想族）
- 母のよがり我慢 夫が寝ている横で息子の性技に溺れる二重性活（5月25日、グローバルメディアエンタテインメント）
- あの時のおばさん（5月26日、タカラ映像）
- 人妻の浮気心（6月1日、人妻援護会/エマニエル）
- 綺麗な家庭教師は隣のおばさん（6月1日、プラネットプラス）
- 尻ざんまい（6月1日、熟女塾/エマニエル）
- 定年退職してヒマになったドスケベ義父の嫁いぢり（6月7日、VENUS）
- 蟻地獄の誘い（6月7日、アタッカーズ）
- ギリギリで魅せる女性器の研究（6月19日、ルビー）
- 昼顔夫人は旦那が近くにいるのに他人チ○ポを寝取るスリルに興奮しすぎてマン汁が止まらない!（6月24日、なでしこ）
- 【迷ったらコレ!】再生して3分で即ヌケます。M男くんがガチで気持ちよさそう! 熟女の超エロい淫語連発セックス!! 澤村レイコ 4時間（6月25日、ビッグモーカル）
- 絶対的パンストまにあ（6月30日、ジャネス）
- 兄嫁（7月8日、なでしこ）
- いいなり妻の中出しマ○コ 夫が興奮するなら、他人チ○ポで寝取られます!「もっと私のオマ○コ見て下さい!!」（7月12日、ラハイナ東海）
- 男根の誘い（7月13日、溜池ゴロー）
- S級熟女コンプリートファイル 澤村レイコ6時間（7月13日、VENUS）※単体ベスト
- 超快楽リフレ！癒し性感サロンでドクドク溢れる白濁汁デトックス（7月15日、未来 フューチャー）
- あなたに束縛される悦びに目覚めた日…。（7月25日、マドンナ）
- オマ●コ見せつけ露出妻の誘惑手コキ! 人目も気にせず勃起チ●ポを離さない痴妻たちの凄テクにたまらずドピュー!!（7月26日、ラハイナ東海）
- 「DANDYちょいワル10周年総力戦SPECIAL DANDYが今一番ヤりたいそっくりおばさん姉妹にワザと勃起チ○ポを見せつけたらヤれるか」（8月6日、DANDY）
- パンスト完全着衣FUCK 艶めかしい美脚パンストが絡みつく（8月13日、痴ロモン/妄想族）
- 絶体絶命!! 近親相姦 人類滅亡の危機で生殖本能が覚醒した母と息子の種付交尾（8月19日、VENUS）
- 澤村レイコでござひます 8時間2枚組 上巻（8月25日、タカラ映像）※単体ベスト
- 温泉旅館で逆痴漢する人妻は本当にいた！「私のオマ○コ見たい？」オトナの裸に即反応したチ○ポを握りしめヌルと挿入してくるんです（8月26日、なでしこ）
- 温泉旅館で逆痴漢する痴妻 いきなりオマ○コを露出してきたいい女が僕を誘惑!? 勃起チ○ポはもちろん射精するまで離してもらえなかった!!（9月11日、ジャネス）
- 嫁のレイコと僕のラブラブ子作り生活（9月19日、VENUS）
- 澤村レイコの世界（9月25日、AVS collector’s）※単体ベスト
- 淫売レズ不動産会社 ～牝獣3P レズ潮吹き嬲り舐め卍レズ狂い!!～（10月1日、U&K）
- 長身ムチムチ美熟女の誘惑 「綺麗で高身長なスタイル抜群の女性に全身を痴女られ中出しさせてもらいたい」（10月1日、熟女塾/エマニエル）
- 人妻姉妹の近親レズ行為 戸惑いながらも舐められ何度もイカされる 妹の敏感マ●コ! 2（10月11日、ラハイナ東海）
- ヘンリー塚本原作 ソレを我慢できない人妻たち 不倫で知った性の悦び/私はやっぱり我慢できない！義理の弟とできている妻（10月13日、FAプロ）
- 友人の妻（10月13日、VENUS）
- S級熟女 「澤村レイコ」 4時間 厳選スペシャル 淫乱マダムの凄テクと本気イキFUCKで乱れまくり（10月14日、なでしこ）※単体ベスト
- デカ肉尻QUEEN 澤村レイコ BEST 3時間（10月16日、ジャネス）※単体ベスト
- 旦那以外と孕ませ妊娠中出しSEXをする美人妻（10月19日、Fetish Box/妄想族）
- もっこり股間に涎を垂れ流し娘の彼氏を寝取りイキ乱れる僕の妻（10月25日、乱丸）
- 不倫 四十路女篇（10月25日、FAプロ）
- お義母さん、にょっ女房よりずっといいよ…（10月27日、タカラ映像）
- 夫の隣で寝取らせた不倫妻 チ○ポを激ピストンで突っ込まれ、声を抑えながらイキまくる奥様たち 極限のスリルに熟したオマ○コもびっしょり濡れまくり!!（10月28日、なでしこ）
- V 10周年記念 神尻アナルレズ解禁作品！大量汗吹き発情アナル奴隷（11月7日、ヴィ）
- 嫁の母親に中出ししてしまった（11月13日、VENUS）
- ボッキイズム 焦らし寸止めで限界勃起（11月19日、Fetish Box/妄想族）
- 前戯なきまぐわい（11月24日、タカラ映像）
- 美魔女ヴィーナス 澤村レイコBEST 4時間（11月27日、ジャネス）※単体ベスト
- 温泉旅館にやって来る美熟女たちは若い男を狙ってる! 油断してたらチ○ポ挿入で一滴残らず搾り取られました!（11月27日、ジャネス）
- 母子姦（12月1日、グローリークエスト）
- M男にささやき淫語FUCK（12月2日、OFFICE K’S）
- 恍惚絶頂 白目剥き泡吹きアクメ 媚薬レイプ（12月9日、なでしこ）
- 女豹キャットスーツQUEEN（12月11日、未来 フューチャー）
- ヘンリー塚本 興奮・迫力・ワイセツ・リアリズム ネコとタチ（12月13日、FAプロ）
- 夫はこのとき思った…お前、妹とヤッただろ。（12月13日、VENUS）
- 固定バイブ腰くね放置アクメ（12月16日、OFFICE K’S）
- マンびら満開ノーパンパンスト（12月25日、ジャネス）
- ヨダレ汁をたっぷり絡める粘着系ベロちゅう（12月25日、痴ロモン/妄想族）

- 色気むんむん美熟女ブルマ（1月1日、Fetish Box/妄想族）
- ヘンリー塚本原作 妻の密会 どうか夫にバレませんように…（1月13日、FAプロ）
- 僕のねとられ話しを聞いてほしい ウチの子が学校でケガをさせた相手方の保護者に何度も謝罪に伺って寝盗られた妻（1月13日、JET映像）
- 夫の前で痴漢に絶頂(いか)された妻（1月13日、VENUS）
- 淫まん! 肉ビラぷるぷるの変態マ○コがやってくる（2月1日、Fetish Box/妄想族）
- 陵辱鬼に狙われた6人の美白ママ友たち（2月10日、なでしこ）
- 夫の目の前で犯されて― 外伝 あなた嘘よ、信じないで!（2月13日、アタッカーズ）
- ヘンリー塚本 女体監獄 オルガスムスに震える女たち（2月13日、FAプロ）
- 妻が夫の留守中に若いイケメンを家に連れ込む3日間 ～丁寧な愛撫でトコトン楽しみイった後も結合したまま抱き合って繰り返しセックス～（2月13日、VENUS）
- 夫公認！妻が寝取られた（2月13日、ながえスタイル）
- 快楽にっぷる君 徹底的に乳首責め手コキされたいチクビ男子（2月14日、ジャネス）
- ぶっこめ！ペニバン M男のアナルペット調教（2月14日、未来 フューチャー）
- 澤村レイコ 本人がやりたい事やってみました。プライベートの旅（2月23日、タカラ映像）
- 澤村レイコBEST vol.1（3月2日、グローリークエスト）※単体ベスト
- 大失禁。～上品ぶってる淫乱奥様のみっともないビショ濡れ交尾～（3月13日、VENUS）
- 貴方だけを見つめ続ける淫語中出しソープ（3月13日、Fitch）
- 澤村レイコ引退記念作品 あなた、許して…。背徳の交換条件（3月13日、アタッカーズ）
- ガチ淫! 痴女MAX（3月14日、ジャネス）
- 澤村レイコ引退作×タカスギコウ 蜜に群がる蟲 ～それは、歯ブラシ1本の万引きから始まった…～息子の同級生に調教される人妻を描いた長編作を渾身の実写化!!（3月19日、マドンナ）
- 絶世の淫殺美女 澤村レイコ 4時間 BEST（4月1日、Fetish Box/妄想族）※単体ベスト
- 男の快楽スプラッシュ！射精直後の潮吹きチ○ポ（4月13日、痴ロモン/妄想族）
- 澤村レイコ BEST 4時間（5月25日、Mellow Moon）※単体ベスト
- S級熟女コンプリートファイル 澤村レイコ6時間 其之弐（6月7日、VENUS）※単体ベスト
- キンタマをカラにする。澤村レイコ4時間 熟チジョ狂 僕たちを秒速で賢者にしてくれる美熟女淫語マスターとセックス三昧。（6月25日、ビッグモーカル）
- 美熟女レズビアン 澤村レイコBEST4時間（7月1日、U&K）※単体ベスト
- 圧倒的スレンダー美熟女 澤村レイコ ファイナル（7月13日、ながえスタイル）
- 澤村レイコ BEST 4時間 THE FREE BITCH IS BACK Vol.2（7月19日、Fetish Box/妄想族）※単体ベスト
- 友人の母親（8月13日、VENUS）
- 澤村レイコ コンプリートベスト 16タイトル8時間（9月28日、センタービレッジ）※単体ベスト

- S級熟女コンプリートファイル 澤村レイコ6時間 其之参（1月1日、VENUS）※単体ベスト
- わけあり人妻 私の妻を寝取ってください（2月23日、カマタ映像）
- 「こんなおばさんその気にさせてどうするんですか？」 女を捨てて仕事を選んだ温泉宿の女将でも 客に求められたら拒めずにオンナを武器にしてしまう（2月23日、GIGOLO）
- ［鉄板ズリネタ］ 4時間 オール・オブ・「澤村レイコ」（3月1日、熟女塾/エマニエル）※単体ベスト
- 熟れ熟れ熟女優 澤村レイコさんのエロ巨尻を心行くまで堪能できるDVD（4月13日、カルマ）
- 1年と2ヶ月禁欲を続けた澤村レイコを焦らして寸止めを繰り返し熟女と野獣の本能を甦らせた後の連続イカせオーガズム性交（5月13日、溜池ゴロー）
- 社員旅行NTR ～妻と同僚の下見宿での浮気中出し映像～（6月7日、プレミアム）
- 時間無制限！発射無制限！M男専用超高級中出し淫語ソープ（6月25日、痴女ヘブン）
- すんごい乳首責めで中出しを誘う連続膣搾り痴女お姉さん（6月25日、本中）
- 44歳再就職。ふたたび（7月26日、タカラ映像）
- ひたすら乳首いじり近親相姦 ボクはハメてるときも乳首つまみを絶対に忘れない…（7月26日、センタービレッジ）
- お色気P●A会長と悪ガキ生徒会（8月2日、グローリークエスト）
- 父が出かけて2秒でセックスする母と息子（8月13日、VENUS）
- 男根誘発ッ!! 日頃の欲求不満のせいで若くてイケメンの男と見るや抑えていた持ち前の淫乱症候群がみるみる疼きだし下着がぐしょぐしょになるほど濡れだした色欲母のフェロモン噴出ハイテンション馬乗り中出しセックス（8月30日、センタービレッジ）
- はだかの主婦 文京区在住澤村レイコ (42)（9月1日、プラネットプラス）
- 着の身着のまま不貞に溺れる、完全タイト着衣性交。（9月7日、マドンナ）
- 僕の義母は淫乱アンドロイド おねだり近親相姦SEX!! 3（9月13日、セレブの友）
- まるまる！澤村レイコ（9月14日、なでしこ）※単体ベスト
- 完熟生保レディの中出し契約テクニック（9月27日、センタービレッジ）
- 四六時中、娘婿のデカチ○ポが欲しくて堪らない義母の誘い（10月7日、マドンナ）
- あん時のセフレは…友達の母親（10月11日、タカラ映像）
- デカ尻デカ乳のセックスレス妻が集まるママさんチアリーダーチーム! 自己嫌悪に陥った新入部員の息子を励ますだけのつもりがフル勃起チ○ポに理性保てず欲望のままに生挿入! 濡れたおばさんマ○コは久しぶりに子宮奥ガン突きされ中イキ絶頂が止まらない!（10月12日、V&R PRODUCE）
- 屈辱パワハラNTRドラマ 美しい部下の妻（10月25日、AVS collector’s）
- もしも…「澤村レイコ」が○○だったら…。（11月1日、プラネットプラス）
- 接吻乳首責めレズビアン ～敏腕女社長の卑猥なレズキスニップル調教～（11月1日、Fitch）
- 【※驚愕中出し※】黒人JazzミュージシャンNTR 妻が長年ファンだった大物ジャズミュージシャン・マグナムが来日しました。 僕の会社が協賛していたのでコンサートのチケットと楽屋での面会を妻にプレゼントしたのですが…。 後日、マグナムから妻宛に届いた記念DVDには、その時に撮られたとんでもない映像が映っていた話です。（11月7日、マドンナ）
- 高飛車女社長が尻肉ひん剥き失禁謝罪 ～利尿剤を飲まされ羞恥のオシッコ調教～（12月1日、Fitch）
- 語彙がハンパない高学歴インテリ文系マダムの淫語連発悶絶寸止め痴女遊戯（12月13日、AVS collector’s）
- 堕ちる母 堕ちた息子 同化する母子相姦（12月14日、新世紀文藝社）
- 待ちきれなくて（12月14日、オルガ）
- マドンナ15周年記念超大作!! ジャンボドリーム大

- 彼女に内緒で彼女の母ともヤってます…（1月7日、JET映像）
- 「やっぱりアナタしかいないの―。」 大喧嘩の後だから燃え上がる仲直りレズビアン（1月7日、マドンナ）
- レズビアンに囚われた女潜入捜査官 Special ～裏製薬会社と繋がる人身売買組織 編～（1月7日、ビビアン）
- 地方で見つけた！こっそり本番させてくれる熟女ピンサロ嬢（1月17日、センタービレッジ）
- アナタごめんなさい…。整体師のポルチオ刺激の虜になったの…（1月25日、人妻花園劇場）
- 憧れの女上司と（1月31日、タカラ映像）
- 大痴漢列車 ～人妻同時多発痴漢～「あの日、あのとき、私たちがあの電車に乗らなければ…」（2月1日、センタービレッジ）※「AV OPEN 2018」人妻・熟女部門エントリー作品
- 栄光からの転落… 100億の負債を背負った僕に降りかかった悲劇 ～10人の美熟女に犬として調教され続ける日々…。～（2月1日、マドンナ）※「AV OPEN 2018」人妻・熟女部門エントリー作品
- 女体拷問研究所 THE THIRD JUDAS Episode- 20 拷虐の遥かな追憶に荒れ狂う秘肉 眠れる獅子が覚醒する蓮獄の昇天（2月13日、Baby Entertainment）
- S級熟女コンプリートファイル 澤村レイコ 6時間 其之四（3月1日、VENUS）※単体ベスト
- 密着セックス ～保護者会で始まる不貞、苦悩を分かち合う二人～（3月7日、マドンナ）
- 夫婦交換スワップ温泉旅行 6 久しぶりの旅行にはしゃぐ奥様たちが飲み過ぎて暴走っ?! 若い仲居に鼻の下をのばす旦那に嫉妬!! 仕返しの当てつけセックス!!（3月8日、LEO）
- 崩れてく親子愛（3月14日、タカラ映像）
- 「おばさんの下着で興奮するの?」 脱ぎたてのパンティで甥っ子の精子を一滴残らず搾りとる叔母（4月1日、VENUS）
- 魔性年（4月4日、グローリークエスト）
- 近所の団地妻に勃起薬を飲まされて、いきなりしゃぶられて発射させられて、中出しで筆おろしまでされてしまった僕。8（4月5日、LEO）
- 花電車の女（4月7日、アタッカーズ）
- 不妊治療に訪れた個人診療所で妻が変態治療を施され中出しをせがむ淫乱女になってしまいました…。（4月13日、アクアモール/HERO）
- 年の差レズエステ 四十路人妻連続アクメ Vol.3 イっても止めないエンドレス絶頂!（4月15日、ピーターズ）
- 「あっ! ナマで入っちゃった!」 オイル素股でマ○コにチ○ポを擦りつけてたら気持ち良すぎてヌルッと生挿入!! 中出しSEXまでヤッちゃったデリヘル嬢たち 6（4月18日、グローリークエスト）
- 透けたパンティーラインで無意識に誘惑しちゃう隣家のデカ尻ピタパン奥さん（4月25日、マドンナ）
- 「あなた… 許して」 私、夫がお風呂に入っている15分の間、いつも息子に抱かれています（5月2日、センタービレッジ）
- 朗報です。お酒が回ったほろ酔い人妻は無性に男 (ダンナ以外) が欲しくなる時があるらしい…。（5月1日、LEO）
- 美人妻の浮気癖（5月20日、STAR PARADISE）
- 非常階段 呼び出しセックス 女上司と部下 勤務中の密会（5月25日、マドンナ）
- 母性溢れる密着セックス!! 熟れ義母12人4時間（5月25日、ビッグモーカル）
- 夫しか知らなかった私が…（5月30日、タカラ映像）
- 性奴隷にして下さい。ドM願望の変態妻をアヘ堕ち調教4時間 澤村レイコ (44歳)（6月7日、山と空）
- 愛液ドロドロ奥さま 甘酸っぱい白濁液を垂れ流す下のおクチ…私が全部吸い取ってあげる…（6月7日、桃太郎映像出版）
- ザーメン子宮にぶっかけなさい! ベロキス奥様の濃厚キスと中出しSEX（6月13日、センタービレッジ）
- 問答無用 自宅侵入8連鎖 生ハメ鬼突き! 強制射精! ママ友レイプ（6月14日、なでしこ）
- 母に媚薬を飲ませたら… クラスの友達から手に入れた噂の薬をすっかり艶っ気がなくなった母さんに飲ませてみたらその気になって僕に襲いかかってきた（6月20日、センタービレッジ）
- 客の卑猥な求めにも快く応じてくれる人里離れた温泉宿の美人女将（6月22日、セブンエイト）
- 女医in… ［脅迫スイートルーム］（6月28日、ドリームチケット）
- 近親相姦 母のお尻 ～美し過ぎる義母の極上淫乱尻（7月7日、ルビー）
- 全身舐めまくりイキまくり汁だくレズビアン。 禁断の年の差 濃密カップル ～姪と叔母の秘密の関係～（7月7日、ビビアン）
- 澤村レイコ全仕事 8時間2枚組（7月7日、ルビー）※単体ベスト
- 女の口はエロス溢れる性器なり 神淫語 カウパー液がジワッと広がる大人の囁き（7月13日、AVS collector’s）
- 突然押しかけてきた嫁の姉さんに抜かれっぱなしの1泊2日（7月13日、VENUS）
- 女は結婚するとその身体は夫専用になる。でも夫がマ○コを使ってくれないとしたら? 指でこすっているだけじゃ満足出来なくなった女のいやらし～い接吻とセックス（7月26日、キネマ座）
- やらせてっ、おばさん!! 3（8月2日、LEO）
- かりめんの妻2 ハンコ捺して下さいお願いします…（9月7日、JET映像）
- 痴漢オークションに堕ちた女 ・女編集者レイコ（9月13日、下半身タイガース/妄想族）
- 粘ピス義母痴漢 夫の連れ子に粘着質なスローピストンで深突きされて声を出せずに完堕ちした私（9月19日、VENUS）
- 背面ホールド、拘束クンニ、足コキ尋問…、 羽交い絞め捜査官 狙った獲物は逃さない―。（9月25日、マドンナ）
- ハプニングバー1日店長 M男を搾精して遊ぶ変態痴女（9月25日、AVS collector’s）
- レイコ女王様のM男調教（10月13日、AVS Collector's）
- 声が出せない絶頂授業で10倍濡れる人妻教師（11月7日、センタービレッジ）
- 花電車の女（11月7日、アタッカーズ）
- 湯けむりに誘われた一泊二日の夫婦交換NTRパコパコ温泉旅行（11月8日、LEO）
- お母さんの玩具になった僕 極上美義母の超絶ファック!（12月7日、RUBY）
- 近親相姦 就職氷河期世代の母親と息子（12月7日、JET映像）
- 義母さんだって孕みたい。（12月12日、タカラ映像）
- 澤村レイコ 未公開完全撮り下ろし＆スーパーベストBOX 706分3枚組（12月25日、セレブの友）※単体ベスト
- 今夜、僕は童貞を捨てられるかもしれない―。（12月25日、マドンナ）
- 土下座痴女（12月27日、ワープエンタテインメント）

- 一度きりの浮気のはずが…抱かれてはいけなかった夫の部下と裏切りの逢瀬（1月1日、VENUS）
- 隣人の情婦になってしまった妻 21（1月7日、JET映像）
- 気が済むまで私を犯して下さい…。（1月7日、アタッカーズ）
- 会員制 人妻玄関ピンサロ ワタシのお口で気持ちよくしてあげる 4（1月19日、アクアモール/エマニエル）
- 人妻の非日常生活 性的介護を要求してしまった夫人（2月13日、タカラ映像）
- 人妻追撃スプラッシュ 奥さんの水漏れ修理ヤります（2月19日、ドグマ）
- 北関東方面への一泊二日の地方出張で会社の経費削減の一環でツインの相部屋で現地泊する事になってしまった女上司と絶倫部下（3月7日、JET映像）
- 高身長ママのチン潮一番搾り（3月12日、センタービレッジ）
- アルバイトの僕を助けてくれたパートのおばさんが無理矢理中出しされているのを見てフル勃起（3月13日、VENUS）
- まさか、息子の嫁が… 義父に不倫現場を目撃された不貞妻（4月1日、プラネットプラス）
- 永遠に終わらない、中出し輪姦の日々。（4月7日、マドンナ）
- 澤村レイコ Madonna’s BEST 35本番総集編16時間（4月7日、マドンナ）※単体ベスト
- 女尊男卑の会社で働く妻の女上司は草食フニャチン夫を開眼させる超弩級パワハラ痴女帝（4月13日、VENUS）
- 何度イッテもチ●ポを離さない汁漬け汗だくぶっ壊れオンナ（5月2日、ワープエンタテインメント）
- 近所の不良主婦にそそのかされてモグリの団地妻売春サークルに名前だけ登録させられた妻（5月7日、JET映像/卍GROUP）
- 絶対服従 いいなりメイド レズビアン調教  ～奴隷メイドの館～（5月7日、ビビアン）
- 妻の女友達に狙われた僕は中出しを拒めない（5月19日、VENUS/女神）
- インテリママのスパルタ性教育（5月19日、KSB企画/エマニエル）
- 脚コキ七変化 2（6月1日、OFFICE K’S）
- 一人暮らしを始めた僕のアパートに荷物の整理をしにきた母親が隣りの家から聞こえてくるエロ過ぎるアエギ声に発情して襲いかかってきた（6月4日、センタービレッジ/楽園）
- 義理の息子 性欲の強い義理の息子にメロメロにされた義母（6月11日、タカラ映像/ALEDDIN）
- S級熟女コンプリートファイル 澤村レイコ 6時間 其之伍（6月13日、VENUS）※単体ベスト
- 国宝級のスーパー美熟女 澤村レイコ ベストコレクション 5時間（7月1日、OFFICE K’S）※単体ベスト
- 働く部下が好き（7月9日、タカラ映像）
- とっておきの澤村レイコ 4時間（7月19日、B-hole/エマニエル）※単体ベスト
- 担任の私と男子生徒が涎を垂れ流し何度も夢中で舌を絡めるご両親不在のベロチュウ家庭訪問（8月7日、VENUS）
- うまなみの兄にめろめろにされた弟嫁（8月13日、タカラ映像）
- 膣イキ洗脳 ガニ股拷問 高身長人妻ハードファックでイキ狂い（8月19日、ドグマ）
- S級美熟女ベスト 澤村レイコ 4時間 美脚美尻マドンナ!（9月7日、Mellow Moon）※単体ベスト
- 魅惑の淫口 美しい奥様のフェラチオとセックス（9月10日、センタービレッジ/桃色吐息）
- 近ごろ豊満な熟女体型を気にしはじめた嫁の母が恥じらう姿に僕は勃起してしまった（10月1日、VENUS）
- 夫が進路指導中、自宅でまめどろされた妻（10月7日、JET映像）
- 澤村レイコ Precious Best 36シーン20中出し31発射 10作品8時間2枚組（12月24日、センタービレッジ）※単体ベスト

- 「おばさんのカラダで勃起しちゃったの?」 挑発的すぎる豊満なカラダがたまらないドエロおばさんに主導権とムスコをにぎられ、なすがまま生でヌプッ!! たっぷたぷの中出し白濁オツユがお尻まで垂れちゃうからチ●ポはまだまだ抜かないでっ!! 4（4月9日、LEO）※オムニバス作品
- S級熟女コンプリートファイル 澤村レイコ 6時間 其之六（6月1日、VENUS）※単体ベスト
- Please come back!! レジェンド澤村レイコ8時間ベスト（11月16日、ドグマ）※単体ベスト

- 「こんなところでゴメンなさい…。でも、もう我慢出来なかったの…」 トイレが故障で使えず膀胱限界の放尿婦人 36人 (6月21日、アクアモール/エマニエル）

### アダルトVR
澤村レイコ 名義
2016年
- Mr.ダンディの一発大量顔射（12月30日、KMPVR）
- 拘束M女に玩具責め（12月30日、KMPVR）
- 澤村レイコのストリップオナニーショー（12月30日、KMPVR）
- ボクは赤ちゃん 授乳パイズリ編（12月30日、KMPVR）
- ボクは赤ちゃん オムツ交換ママフェラ編（12月30日、KMPVR）
- ボクは赤ちゃん ママとSEX編（12月30日、KMPVR）
- 家事する奥さんにムラムラして中出しSEX（12月30日、KMPVR）

2017年
- 美人ママの包まれ授乳パイズリ（10月27日、KMPVR）
- オムツ交換でママの温もりフェラ（10月27日、KMPVR）
- 包まれるような癒しママSEX（10月27日、KMPVR）
- 家事する奥さんに中出しSEX（10月27日、KMPVR）
- ストリップオナニー & 凄すぎる! 一発大量顔射（11月3日、KMPVR）
- 絶頂イカセ! 拘束玩具責め（11月3日、KMPVR）

2019年
- Wれいこ（4月26日、MadonnaVR）共演：小早川怜子
- 不倫相手と密会中… 妻から電話がかかってきたっ!!（6月14日、ワープエンタテインメント）

## 書籍

### 写真集
- 艶情（2015年4月24日、アスペクト、撮影：田村浩章）ISBN 978-4757224193

## 出演

### 映画
- 駆込み女と駆出し男（2015年5月16日公開、浮世絵の芸妓役、松竹）

### ラジオ
- マドンナ presents ロバート秋山のお義母さんといっしょ!（2012年12月14日・21日、ラジオ大阪）